# 長日將盡
《長日將盡》（英語：The Remains of The Day，又译《告别有情天》），是诺贝尔文学奖得主石黑一雄於1989年出版的小说。小说的主角史蒂文斯是一位管家，在英国牛津附近的達林頓庄园工作过多年。1956年，他作了一次公路旅行，访问了一位前同事，并回忆了20世纪20年代至30年代在達林頓庄园的往事
。本书于1989年获得布克小说奖。該書亦被改編為同名電影，於1993年上映。

## 情节
英國貴族管家史蒂文斯獲莊園主人美國绅士法拉戴的批准，在一次外遊假期探望多年沒見的朋友肯頓小姐，遊說對方回到莊園一起工作，途中回憶多年裡他在達林頓多年的工作。他曾為親德國的達林頓工作，當時由於人力不足，聘用了一名女僕役長肯頓小姐幫忙。期間，史蒂文斯見證了貴族階級的沒落，不可能再為國家擔當外交官。同時，史蒂文斯與肯頓小姐產生了戀情，卻因為莊園內規定男女不得有私情，而不敢承認。最後，肯頓小姐離職，與另一男子結婚。史蒂文斯為了達到他心中理想管家的「尊嚴」，多次抑壓心中的情緒和行動，包括為執行職務忽視在身旁中風即將去世的父亲、對肯頓小姐的愛，以及達林頓親納粹的錯誤判斷，史蒂文斯也視之不見。
戰後的英國雖然是勝方，卻也付出了代價而仇恨且攻擊達林頓；達林頓鬱鬱而終，美國绅士法拉戴先生買下莊園，繼續聘用史蒂文斯。他要求史蒂文斯找一個更好的助手，於是史蒂文斯想起婚姻出現危機的肯頓小姐。然而，其女兒凱瑟琳懷孕，肯頓又決定不回去，史蒂文斯只得獨自回莊園。

## 書目資料
中譯本
| 書名 | 出版社             | 出版日期                  | 叢書         | 格式   | 頁數  | ISBN                   | 備註         |
| ---- | ------------------ | ------------------------- | ------------ | ------ | ----- | ---------------------- | ------------ |
|      | 皇冠文化（臺灣）   | 1994年3月20日（初版一刷） | 熱門映象(20) | 平裝書 | 239頁 | ISBN 957-33-1063-5     | 譯者：而彥   |
|      | 新雨出版社（臺灣） | 2015年4月15日（初版）     | 精選LEO(5)   | 平裝書 | 351頁 | ISBN 978-986-227-157-5 | 譯者：張淑貞 |

## 外部連結
- Kakutani, Michiko, ,  (review), The New York Times, 1989-09-22  [2013-08-16], （原始内容存档于2021-05-19）.
- , , UK: BBC,   [2013-08-16], （原始内容存档于2020-11-14）.
- (PDF), UK: Faber, （原始内容 (PDF)存档于2010-03-27）.
- , ES: Universidad de Rioja,   [2013-08-16], （原始内容存档于2012-03-29）.
- (official website),   [2013-08-16], （原始内容存档于2017-09-25）.

### 文學賞析
By professional academics.
- Tamaya, Meera,  (presentation slides), ScribD,   [2013-08-16], （原始内容存档于2016-03-04）.

| 獎項                      | 獎項        | 獎項              |
| ------------------------- | ----------- | ----------------- |
| 前任： 《奥斯卡与露辛达》 | 布克奖 1989 | 繼任： 《隱之书》 |